# Aleksandr Belov
Aleksandr Aleksandrovitj Belov (ryska: Александр Александрович Белов), född 11 november 1951 i Leningrad, dåvarande Sovjetunionen, död 3 oktober 1978, var en sovjetisk basketspelare som tog OS-guld 1972 i München och OS-brons 1976 i Montréal. Han spelade bland annat för Spartak Leningrad.